# Meli Valdés Sozzani
Meli Valdés Sozzani (née en 1977, à La Plata) est une artiste peintre argentine.

## Biographie
María Amelia Valdés Sozzani est née à La Plata, province de Buenos Aires, Argentine, en 1977. Précoce, elle commence à peindre très jeune effectuant la première exposition de ses œuvres en 1996.
Ses premières œuvres sont influencées par le surréalisme, bien que d’un style très personnel, où déjà elle fait évident un intérêt plus clair pour le contenu symbolique plutôt qu'onirique des images, ce qui deviendra caractéristique de son œuvre à venir.
En 1998, elle expose une série de peintures à Artexpo New York, au Jacob K. Javits Center de New York, dans son premier tour aux États-Unis.
En reconnaissance de l'originalité de son travail artistique, elle a reçu à cette occasion le Artist Pavilion Award.
Ses œuvres ont été exposées dans de nombreuses expositions dans son pays, les États-Unis et l’Italie.
En 2006, elle effectue une série de quarante illustrations basées sur les micronouvelles qui composent le livre Doscientos y un cuentos en miniatura de l'écrivain argentin Alejandro Córdoba Sosa,. Les illustrations font partie de cette œuvre de collaboration.
En 2013, à l'occasion du 700e anniversaire de la naissance de Giovanni Boccaccio, elle effectue une série de peintures qui s'inspirent de les histoires du Décaméron.
En 2014, pour la première fois sont exposées les dessins originaux (vingt et une petites peintures) faits pour le livre de micronouvelles mentionné ci-dessus.

## Style
La figuration, dans les tableaux de Meli Valdés Sozzani, se montre comme un moyen pour chercher par delà réalité sensible une signification trascendante, caché derrière le monde concret. Le Temps, comme thématique omniprésente dans l'œuvre de Valdés Sozzani, s’exprime en images suggestives d’un lyrisme poignant.
Une grande luminosité et une coloration très riche distingue particulièrement sa peinture.